# 988 (číslo)
Devět set osmdesát osm je přirozené číslo. Římskými číslicemi se zapisuje CMLXXXVIII a řeckými číslicemi ϡπη´. Následuje po čísle devět set osmdesát sedm a předchází číslu devět set osmdesát devět.

## Matematika
988 je:
- Deficientní číslo
- Složené číslo
- Nešťastné číslo
- Součet čtyř po sobě jdoucích prvočísel (239 + 241 + 251 + 257)

## Astronomie
- (988) Appella je planetka hlavního pásu, kterou objevil v roce 1922 Benjamin Jekhowsky
- NGC 988 je spirální galaxie s příčkou v souhvězdí Velryby

## Roky
- 988
- 988 př. n. l.